# ستيف الرايخ
ستيف الرايخ ، ولد في 3 أكتوبر 1935 في نيويورك ، هو موسيقي وملحن الأمريكية. وهو يعتبر واحدا من رواد الحد الأدنى الموسيقىجديد من الموسيقى المعاصرة و يؤدي دورا رئيسيا في الموسيقى الكلاسيكية من الولايات المتحدة. تميز عمله ، وخاصة مؤلفاته الفترة 1965-1976 أنه يفضل استخدام مصطلح «الموسيقى مراحل» (ترجم من أمريكا, التخلص) ، مما يشير إلى اختراعه من الموسيقى تقنية مرحلة التحول. من عام 1976 ، طور نمط الموسيقية استنادا إلى إيقاع النبض مع واحد من أهم الأعمال ، الذي يصادف بداية دولية واسعة النجاح. في أقرب وقت كما اعترف الملحن المعاصر الحرجة ، يدير عمله من تكوين بناء على موسيقى الكلام ، خاصة في الوسائط المتعددة تعمل الجمع بين الفيديو التي تم إنشاؤها بالتعاون مع زوجته كوروت.

## الملاحظات والمراجع
1. ↑  « Steve Reich » sur l’Encyclopædia Britannica
2. ↑  Interview de Steve Reich dans le livret de Music for 18 Musicians enregistrement par le Steve Reich and Musicians chez Nonesuch Records, 1997. نسخة محفوظة 6 يناير 2017 على موقع واي باك مشين.
3. ↑  Potter (2000), p.
 231-233 "نسخة مؤرشفة". مؤرشف من الأصل في 2019-04-12. اطلع عليه بتاريخ 2019-12-13.{{استشهاد ويب}}:  صيانة الاستشهاد: BOT: original URL status unknown (link)